# 陣田川
陣田川（じんだがわ）は、京都府南丹市園部町の桐ノ庄地域を流れる淀川三次支流の一級河川で、園部川の支流である。

## 地理
陣田川は、園部町熊崎土井ノ内・小市が一級河川の起点で、熊崎、新堂の水を集めて東流、新堂の大國玉神社辺りから直角に曲がって南に向き、船岡西部、千妻、曽我谷、内林町、瓜生野、木崎町からの流れとも合流しながら水量を増やしてJR山陰本線に沿いながら流れ、園部かわせみ大橋（園部川、天神川）の下流、京都府営向河原団地付近で園部川左岸に流入する。流入地点は、園部川・天神川・陣田川の三川合流場所である。

## 流域の村
南丹市
- 園部町
  - 桐ノ庄地域
    - 熊崎
    - 新堂
    - 千妻
    - 曽我谷
    - 瓜生野
    - 内林町
    - 木崎町

  - 川辺地域
    - 船岡（西部）

## 主な支流
- 熊崎谷川
- 熊崎川
- 太久羅谷川
- 横尾川
- 山田川
- 曾我谷川

## 流域にあるため池
- 岡田池 – 　園部町新堂
- 宮の谷池 – 園部町瓜生野
- 中池 – 　　園部町瓜生野
- 半田原池 – 園部町瓜生野
- 内林新池 – 園部町内林町
- 金ヶ沢池 – 園部町内林町

## 主な橋梁
- 昭和橋 – 　園部町熊崎
- 陣田川橋 – 園部町曽我谷
- 曽我谷橋 – 園部町曽我谷
- 正尺橋 – 　園部町木崎町

## 漁業権
大堰川漁業協同組合の漁業権域に属している。

## 河川防災カメラ
- 園部川小山観測所ライブカメラ
園部川・陣田川・天神川が合流場所にある小山観測所（園部町小山東町）にライブカメラが設置されている[3]。

## 流域にある水道施設
- 南丹市園部北部地区農業集落排水処理施設 – 園部町千妻[4]

## 流域にある主な施設
- JR船岡駅 – 園部町船岡
- 南丹市立川辺地域活性化センター「おいでーなかわべ」（旧川辺小学校） – 園部町船岡
- 道の駅京都新光悦村 – 園部町曽我谷
- 新光悦村工業団地 – 園部町瓜生野
- KPCスポーツセンター – 園部町瓜生野
- 京都縦貫自動車道（国道478号）園部IC – 園部町内林町

## 流域にある史跡
- 熊崎墓地内古墳 – 園部町熊崎[5]
- 藁無城跡 – 　　　園部町船岡
- 高山城跡 – 　　　園部町船岡
- 諏訪山城跡 – 　　園部町船岡
- 千妻城跡 – 　　　園部町千妻